# Syntaracta
Syntaracta là một chi bướm đêm thuộc họ Geometridae.